# Alekšince
Alekšince és un poble i municipi d'Eslovàquia que es troba a la regió de Nitra, al sud-oest del país. El 2021 tenia 1.699 habitants.

## Demografia
| Godina             | 1994 | 2004   | 2014   | 2024   |
| ------------------ | ---- | ------ | ------ | ------ |
| Nombre de persones | 1602 | 1708   | 1682   | 1802   |
| Diferència         |      | +6,61% | −1,52% | +7,13% |

| Godina             | 2023 | 2024   |
| ------------------ | ---- | ------ |
| Nombre de persones | 1762 | 1802   |
| Diferència         |      | +2,27% |